# Класификация на бактериите
Класификацията на бактериите по-долу включва всички семейства на царство Бактерии (Bacteria).

## Класификация
Царство Бактерии
- Тип Acidobacteria Cavalier-Smith, 2002
  - Клас Acidobacteria Cavalier-Smith, 2002
    - Разред Acidobacteriales Cavalier-Smith, 2002
      - Семейство Acidobacteriaceae

  - Клас Solibacteres
    - Разред Solibacterales
      - Семейство Solibacteraceae
- Тип Актинобактерии (Actinobacteria) Stackebrandt, Rainey & Ward-Rainey, 1997
  - Клас Актинобактерии (Actinobacteria) Stackebrandt, Rainey & Ward-Rainey, 1997
    - Подклас Acidimicrobidae Stackebrandt, Rainey & Ward-Rainey, 1997
      - Разред Acidimicrobiales Stackebrandt, Rainey & Ward-Rainey, 1997
        - Семейство Acidimicrobiaceae Stackebrandt, Rainey & Ward-Rainey, 1997

    - Подклас Actinobacteridae Stackebrandt, Rainey & Ward-Rainey, 1997
      - Разред Актиномицети (Actinomycetales) Buchanan, 1917
        - Подразред Actinomycineae Stackebrandt, Rainey & Ward-Rainey, 1997
          - Семейство Actinomycetaceae

        - Подразред Corynebacterineae Stackebrandt, Rainey & Ward-Rainey, 1997
          - Семейство Corynebacteriaceae
          - Семейство Dietziaceae
          - Семейство Gordoniaceae
          - Семейство Mycobacteriaceae
          - Семейство Nocardiaceae
          - Семейство Segniliparaceae
          - Семейство Tsukamurellaceae
          - Семейство Williamsiaceae

        - Подразред Frankineae Stackebrandt, Rainey & Ward-Rainey, 1997
          - Семейство Acidothermaceae
          - Семейство Frankiaceae
          - Семейство Geodermatophilaceae
          - Семейство Kineosporiaceae
          - Семейство Nakamurellaceae
          - Семейство Sporichthyaceae

        - Подразред Glycomycineae Rainey, Ward-Rainey & Stackebrandt, 1997
          - Семейство Glycomycetaceae

        - Подразред Micrococcineae Stackebrandt, Rainey & Ward-Rainey, 1997
          - Семейство Beutenbergiaceae
          - Семейство Bogoriellaceae
          - Семейство Brevibacteriaceae
          - Семейство Cellulomonadaceae
          - Семейство Dermabacteraceae
          - Семейство Dermacoccaceae
          - Семейство Dermatophilaceae
          - Семейство Intrasporangiaceae
          - Семейство Jonesiaceae
          - Семейство Microbacteriaceae
          - Семейство Micrococcaceae
          - Семейство Promicromonosporaceae
          - Семейство Rarobacteraceae
          - Семейство Sanguibacteraceae
          - Семейство Yaniellaceae

        - Подразред Micromonosporineae
          - Семейство Micromonosporaceae

        - Подразред Propionibacterineae
          - Семейство Nocardioidaceae
          - Семейство Propionibacteriaceae

        - Подразред Pseudonocardineae
          - Семейство Actinosynnemataceae
          - Семейство Pseudonocardiaceae

        - Подразред Streptomycineae
          - Семейство Streptomycetaceae

        - Подразред Streptosporangineae
          - Семейство Nocardiopsaceae
          - Семейство Streptosporangiaceae
          - Семейство Thermomonosporaceae

      - Разред Bifidobacteriales
        - Семейство Bifidobacteriaceae
        - Семейство Bifidobacteriales

    - Подклас Coriobacteridae
      - Разред Coriobacteriales
        - Подразред Coriobacterineae
          - Семейство Coriobacteriaceae

    - Подклас Rubrobacteridae
      - Разред Rubrobacterales
        - Подразред Rubrobacterineae
          - Семейство Rubrobacteraceae
- Тип Aquificae Reysenbach, 2002
  - Клас Aquificae Reysenbach, 2002
    - Разред Aquificales
      - Семейство Aquificaceae
      - Семейство Desulfurobacteriaceae
      - Семейство Hydrogenothermaceae
- Тип Bacteroidetes (Garrity & Holt, 2001)
  - Клас Bacteroidetes
    - Разред Bacteroidales
      - Семейство Bacteroidaceae
      - Семейство Porphyromonadaceae
      - Семейство Prevotellaceae
      - Семейство Rikenellaceae

  - Клас Flavobacteria
    - Разред Flavobacteriales
      - Семейство Blattabacteriaceae
      - Семейство Flavobacteriaceae
      - Семейство Myroidaceae

  - Клас Sphingobacteria
    - Разред Sphingobacteriales
      - Семейство Crenotrichaceae
      - Семейство Flammeovirgaceae
      - Семейство Flexibacteraceae
      - Семейство Saprospiraceae
      - Семейство Sphingobacteriaceae
- Тип Хламидии (Chlamydiae) Cavalier-Smith, 2002
  - Клас Chlamydiae Cavalier-Smith, 2002
    - Разред Chlamydiales Storz & Page, 1971
      - Семейство Chlamydiaceae
      - Семейство Parachlamydiaceae
      - Семейство Rhabdochlamydiaceae
      - Семейство Simkaniaceae
      - Семейство Waddliaceae
- Тип Chlorobi Garrity & Holt, 2001
  - Клас Chlorobia
    - Разред Chlorobiales
      - Семейство Chlorobiaceae
- Тип Chloroflexi (Garrity & Holt) Hugenholtz & Stackebrandt, 2004
  - Клас Anaerolineae Yamada, 2006
    - Разред Anaerolinaeles Yamada, 2006
      - Семейство Anaerolineaceae Yamada, 2006

  - Клас Chloroflexi
    - Разред Chloroflexales
      - Семейство Chloroflexaceae

    - Разред Herpetosiphonales
      - Семейство Herpetosiphonaceae

  - Клас Thermomicrobia
    - Разред Sphaerobacterales
      - Подразред Sphaerobacterineae
        - Семейство Sphaerobacteraceae

    - Разред Thermomicrobiales
      - Семейство Thermomicrobiaceae
- Тип Chrysiogenetes Garrity & Holt, 2002
  - Клас Chrysiogenetes
    - Разред Chrysiogenales Garrity & Holt, 2002
      - Семейство Chrysiogenaceae
- Тип Цианобактерии (Cyanobacteria) Stanier & Cavalier-Smith, 2002
  - Клас Chroobacteria
    - Разред Chroococcales
      - Семейство Chamaesiphonaceae
      - Семейство Chroococcaceae
      - Семейство Dermocarpellaceae
      - Семейство Entophysalidaceae
      - Семейство Gloeobacteraceae
      - Семейство Hydrococcaceae
      - Семейство Hyellaceae
      - Семейство Merismopediaceae
      - Семейство Microcystaceae
      - Семейство Synechococcaceae
      - Семейство Xenococcaceae

    - Разред Oscillatoriales
      - Семейство Ammatoideaceae
      - Семейство Borziaceae
      - Семейство Gomontiellaceae
      - Семейство Oscillatoriaceae
      - Семейство Phormidiaceae
      - Семейство Pseudanabaenaceae
      - Семейство Schizotrichaceae

  - Клас Hormogoneae
    - Разред Nostocales Cavalier-Smith, 2002
      - Семейство Microchaetaceae
      - Семейство Nostocaceae
      - Семейство Rivulariaceae
      - Семейство Scytonemataceae

    - Разред Stigonematales
      - Семейство Borzinemataceae
      - Семейство Capsosiraceae
      - Семейство Chlorogloeopsaceae
      - Семейство Fischerellaceae
      - Семейство Loriellaceae
      - Семейство Mastigocladaceae
      - Семейство Nostochopsaceae
      - Семейство Stigonemataceae
- Тип Deferribacteres Huber & Stetter, 2002
  - Клас Deferribacteres
    - Разред Deferribacterales
      - Семейство Deferribacteraceae
- Тип Deinococcus-Thermus Garrity & Holt, 2002
  - Клас Deinococci
    - Разред Deinococcales
      - Семейство Deinococcaceae

    - Разред Thermales
      - Семейство Thermaceae
- Тип Dictyoglomi Saiki, 1985
  - Клас Dictyoglomi
    - Разред Dictyoglomales
      - Семейство Dictyoglomaceae
- Тип Fibrobacteres Garrity & Holt, 2001
  - Клас Fibrobacteres
    - Разред Fibrobacterales
      - Семейство Fibrobacteraceae
- Тип Фирмикути (Firmicutes) Gibbons & Murray, 1978
  - Клас Бацили (Bacilli)
    - Разред Бацилоподобни (Bacillales)
      - Семейство Alicyclobacillaceae
      - Семейство Бацилови (Bacillaceae)
      - Семейство Caryophanaceae
      - Семейство Listeriaceae
      - Семейство Paenibacillaceae
      - Семейство Planococcaceae
      - Семейство Sporolactobacillaceae
      - Семейство Staphylococcaceae
      - Семейство Thermoactinomycetaceae
      - Семейство Turicibacteraceae

    - Разред Лактобацилоподобни (Lactobacillales)
      - Семейство Aerococcaceae
      - Семейство Carnobacteriaceae
      - Семейство Enterococcaceae
      - Семейство Лактобацилови (Lactobacillaceae)
      - Семейство Leuconostocaceae
      - Семейство Oscillospiraceae
      - Семейство Streptococcaceae

  - Клас Clostridia
    - Разред Clostridiales
      - Семейство Acidaminococcaceae
      - Семейство Clostridiaceae
      - Семейство Eubacteriaceae
      - Семейство Heliobacteriaceae
      - Семейство Lachnospiraceae
      - Семейство Peptococcaceae
      - Семейство Peptostreptococcaceae
      - Семейство Syntrophomonadaceae

    - Разред Halanaerobiales
      - Семейство Halanaerobiaceae
      - Семейство Halobacteroidaceae

    - Разред Thermoanaerobacteriales
      - Семейство Thermoanaerobacteraceae
      - Семейство Thermodesulfobiaceae

  - Клас Mollicutes
    - Разред Acholeplasmatales
      - Семейство Acholeplasmataceae

    - Разред Anaeroplasmatales
      - Семейство Anaeroplasmataceae

    - Разред Entomoplasmatales
      - Семейство Entomoplasmataceae
      - Семейство Spiroplasmataceae

    - Разред Mycoplasmatales
      - Семейство Mycoplasmataceae
- Тип Фузобактерии (Fusobacteria) C.H. Steeves, 2009
  - Клас Fusobacteria
    - Разред Fusobacterales
      - Семейство Fusobacteriaceae
- Тип Gemmatimonadetes Zhang, Sekiguchi, Hanada, Hugenholtz, Kim, Kamagata & Nakamura, 2003
  - Клас Gemmatimonadetes Zhang, Sekiguchi, Hanada, Hugenholtz, Kim, Kamagata & Nakamura, 2003
    - Разред Gemmatimonadales
      - Семейство Gemmatimonadaceae
- Тип Lentisphaerae Cho, 2004
  - Разред Lentisphaerales Cho, 2004
    - Семейство Lentisphaeraceae

  - Разред Victivallales Cho, 2004
    - Семейство Victivallaceae
- Тип Nitrospirae Watson, 1986
  - Клас Nitrospira
    - Разред Nitrospirales
      - Семейство Nitrospiraceae
- Тип Planctomycetes Schlesner et Stackebrandt, 1987
  - Клас Planctomycetacia
    - Разред Planctomycetales
      - Семейство Planctomycetaceae
- Тип Протеобактерии (Proteobacteria) Stackebrandt, 1988
  - Клас Алфа протеобактерии (Alpha proteobacteria) Garrity, 2005
    - Разред Caulobacterales Henrici & Johnson, 1935
      - Семейство Caulobacteraceae

    - Разред Kopriimonadales
      - Семейство Kopriimonadaceae

    - Разред Kordiimonadales Kwon, 2005
      - Семейство Kordiimonadaceae

    - Разред Parvularculales
      - Семейство Parvularculaceae

    - Разред Rhizobiales Kuykendall, 2006
      - Семейство Aurantimonadaceae
      - Семейство Bartonellaceae
      - Семейство Beijerinckiaceae
      - Семейство Bradyrhizobiaceae
      - Семейство Brucellaceae
      - Семейство Hyphomicrobiaceae
      - Семейство Methylobacteriaceae
      - Семейство Methylocystaceae
      - Семейство Phyllobacteriaceae
      - Семейство Rhizobiaceae
      - Семейство Rhodobiaceae

    - Разред Rhodobacterales Garrity, 2006
      - Семейство Rhodobacteraceae

    - Разред Rhodospirillales
      - Семейство Acetobacteraceae
      - Семейство Rhodospirillaceae

    - Разред Rickettsiales Gieszczykiewicz, 1939
      - Семейство Anaplasmataceae
      - Семейство Holosporaceae
      - Семейство Rickettsiaceae

    - Разред Sphingomonadales
      - Семейство Erythrobacteraceae
      - Семейство Sphingomonadaceae

  - Клас Бета протеобактерии (Beta proteobacteria) Garrity, 2005
    - Разред Burkholderiales
      - Семейство Alcaligenaceae
      - Семейство Burkholderiaceae
      - Семейство Comamonadaceae
      - Семейство Oxalobacteraceae

    - Разред Hydrogenophilales
      - Семейство Hydrogenophilaceae

    - Разред Methylophilales
      - Семейство Methylophilaceae

    - Разред Neisseriales
      - Семейство Neisseriaceae

    - Разред Nitrosomonadales
      - Семейство Gallionellaceae
      - Семейство Nitrosomonadaceae
      - Семейство Spirillaceae

    - Разред Procabacteriales
      - Семейство Procabacteriaceae

    - Разред Rhodocyclales
      - Семейство Rhodocyclaceae

  - Клас Гама протеобактерии (Gamma proteobacteria) Garrity, 2005
    - Разред Acidithiobacillales Garrity, 2005
      - Семейство Acidithiobacillaceae
      - Семейство Thermithiobacillaceae

    - Разред Aeromonadales
      - Семейство Aeromonadaceae
      - Семейство Succinivibrionaceae

    - Разред Alteromonadales
      - Семейство Alteromonadaceae
      - Семейство Colwelliaceae
      - Семейство Ferrimonadaceae
      - Семейство Idiomarinaceae
      - Семейство Moritellaceae
      - Семейство Pseudoalteromonadaceae
      - Семейство Psychromonadaceae
      - Семейство Shewanellaceae

    - Разред Cardiobacteriales
      - Семейство Cardiobacteriaceae

    - Разред Chromatiales
      - Семейство Chromatiaceae
      - Семейство Ectothiorhodospiraceae
      - Семейство Halothiobacillaceae

    - Разред Enterobacteriales
      - Семейство Enterobacteriaceae

    - Разред Legionellales Garrity, 2005
      - Семейство Coxiellaceae
      - Семейство Legionellaceae

    - Разред Methylococcales
      - Семейство Methylococcaceae

    - Разред Oceanospirillales
      - Семейство Alcanivoracaceae
      - Семейство Hahellaceae
      - Семейство Halomonadaceae
      - Семейство Oceanospirillaceae
      - Семейство Oleiphilaceae
      - Семейство Saccharospirillaceae

    - Разред Pasteurellales
      - Семейство Pasteurellaceae

    - Разред Pseudomonadales
      - Семейство Moraxellaceae
      - Семейство Pseudomonadaceae

    - Разред Thiotrichales
      - Семейство Francisellaceae
      - Семейство Piscirickettsiaceae
      - Семейство Thiomicrospiraceae
      - Семейство Thiotrichaceae

    - Разред Vibrionales
      - Семейство Vibrionaceae

    - Разред Xanthomonadales
      - Семейство Xanthomonadaceae

  - Клас Делта протеобактерии (Delta proteobacteria) Kuever, 2006
    - Разред Bdellovibrionales
      - Семейство Bacteriovoracaceae
      - Семейство Bdellovibrionaceae

    - Разред Desulfobacterales
      - Семейство Desulfoarculaceae
      - Семейство Desulfobacteraceae
      - Семейство Desulfobulbaceae

    - Разред Desulfovibrionales
      - Семейство Desulfohalobiaceae
      - Семейство Desulfomicrobiaceae
      - Семейство Desulfonatronumaceae
      - Семейство Desulfovibrionaceae

    - Разред Desulfurellales
      - Семейство Desulfurellaceae

    - Разред Desulfuromonadales
      - Семейство Desulfuromonadaceae
      - Семейство Geobacteraceae
      - Семейство Pelobacteraceae

    - Разред Myxococcales
      - Подразред Cystobacterineae
        - Семейство Cystobacteraceae
        - Семейство Myxococcaceae

      - Подразред Nannocystineae
        - Семейство Haliangiaceae
        - Семейство Nannocystaceae

      - Подразред Sorangineae
        - Семейство Polyangiaceae

    - Разред Syntrophobacterales
      - Семейство Syntrophaceae
      - Семейство Syntrophobacteraceae

  - Клас Епсилон протеобактерии (Epsilon proteobacteria) Garrity, 2006
    - Разред Campylobacterales Garrity, 2006
      - Семейство Campylobacteraceae
      - Семейство Helicobacteraceae
      - Семейство Hydrogenimonaceae

    - Разред Nautiliales
      - Семейство Nautiliaceae
- Тип Спирохети (Spirochaetae) Cavalier-Smith, 2002
  - Клас Спирохети (Spirochaetes) Cavalier-Smith, 2002
    - Разред Спирохети (Spirochaetales) Buchanan, 1917
      - Семейство Leptospiraceae
      - Семейство Serpulinaceae
      - Семейство Spirochaetaceae
- Тип Thermodesulfobacteria Hatchikian, 2002
  - Клас Thermodesulfobacteria
    - Разред Thermodesulfobacteriales
      - Семейство Thermodesulfobacteriaceae
- Тип Thermotogae Reysenbach 2002
  - Клас Thermotogae
    - Разред Thermotogales
      - Семейство Thermotogaceae
- Тип Verrucomicrobia Hedlund, Gosink, et Staley 1997
  - Клас Verrucomicrobiae
    - Разред Verrucomicrobiales
      - Семейство Verrucomicrobiaceae
      - Семейство Xiphinematobacteriaceae

    - Разред Puniceicoccales
      - Семейство Puniceicoccaceae